# I. e. 5
Évszázadok: i. e. 2. század – i. e. 1. század – 1. század
Évtizedek: i. e. 50-es évek – i. e. 40-es évek – i. e. 30-as évek – i. e. 20-as évek – i. e. 10-es évek – i. e. 1-es évek – 1-es évek – 10-es évek – 20-as évek – 30-as évek – 40-es évek
Évek: i. e. 10 – i. e. 9 – i. e. 8 – i. e. 7 –  i. e. 6 – i. e. 5 – i. e. 4 – i. e. 3 – i. e. 2 – i. e. 1 – Nulladik év

## Események

### Római Birodalom
- Augustus császárt és Lucius Cornelius Sullát választják consulnak.
- Publius Quinctilius Varus, Syria kormányzója letartóztatja Heródes júdeai király legidősebb fiát és örökösét, Antipatroszt, azzal a váddal, hogy összeesküvést szőtt apja meggyilkolására. Antipatrosz Livia császárné egyik zsidó rabszolganőjét, Acmét is megvesztegette, hogy hamisítson leveleket Heródes nővérének, Salomének nevében, amelyek szerint Salome akarja meggyilkolni Heródest. Acmét kivégzik, Antipatrosz börtönbe kerül és a következő évben őt is kivégzik.
- Augustus unokája, Vipsania Iulia Agrippina feleségül megy Lucius Aemilius Paulushoz.

## Születések
- január 13. – Han Kuang Vu-ti, kínai császár
- Aemilia Lepida, Augustus dédunokája
- Lucius Vitellius, római politikus, Aulus Vitellius császár apja

## Fordítás
- Ez a szócikk részben vagy egészben  a(z)   5 BC című angol Wikipédia-szócikk ezen változatának fordításán alapul.  Az eredeti cikk szerkesztőit annak laptörténete sorolja fel. Ez a jelzés csupán a megfogalmazás eredetét és a szerzői jogokat jelzi, nem szolgál a cikkben szereplő információk forrásmegjelöléseként.